# Anselmus van Vlaanderen
Anselmus van Vlaanderen was een musicus in de Spaanse Nederlanden uit de 16e eeuw.
Zijn levensjaren en zijn familienaam zijn onbekend. Van hem is beschreven dat hij opdook bij de muzikanten aan het hof van de hertogen van Beieren in München. Het epitheton van Vlaanderen is het enige dat wijst naar het graafschap Vlaanderen in de Spaanse Nederlanden. 
De Italiaanse musicus Lodovico Zacconi schreef 100 jaar later over hem. Volgens Zacconi kon Anselmus wel eens de auteur zijn van de toevoeging van de (zevende) noot si aan de hexachord. Het auteurschap van de zevende noot wordt ook toegeschreven aan Hubert Waelrant uit Antwerpen. Anselmus en Waelrant leefden in dezelfde periode.
- Gemeinsame Normdatei: 136365086
- Virtual International Authority File: 80722171